# Spant
Spant er i skibsterminologi betegnelsen for det tømmer og/ eller stål, der udgør skibets skelet. Elementer i en flyvemaskines skelet kaldes også spanter.
Spanternes primære opgave er fastgørelse af skibsklædning samt afstivning af fartøjets konstruktion.
For stålskibe blev skibsklædninger tidligere fastgjort og samlet ved nitning, i dag anvendes næsten altid svejsning.
Flere spantesystemer er i anvendelse, blandt andet langskibs-, tværskibs- og kombinerede systemer.
Spanterne tjener til at give skibet form og styrke og kan betragtes som skibets sideben, udgående fra kølen, der er skibets rygrad. De egentlige spanter ligger i et plan lodret på skibets diametralplan, det midterste og bredeste benævnes midterspantet. I skibets ender danner spanter en større eller mindre vinkel med diametralplanet, de benævnes kantespanter. På spanter befæstes skibets klædninger og dæksbjælkerne, der bærer skibsdækkene. I træskibe er spanter dannet af to lag, hvis enkelte stykker forløber hinanden, det ene består af bundstokken, et buet stykke tømmer, der med midten af sin bugt hviler på kølen, den forlænges opefter med en eller flere oplængere efter skibets størrelse og øverst hangeren; det andet lag består nederst af sitterserne, der støder mod hinanden oven på kølens midte, opefter forløber de ligeledes i oplængere og ender i stødholter.
Spanter sammenboltes til et hele og fastholdes endvidere til kølen ved kølsvinet, en svær bjælke, der går fra stævn til stævn langs kølen oven på spanter. Kølsvin og spanter boltes til kølen med lange kobberbolte. Disse spanter kaldes fastespant, mellem dem anbringes lettere byggede spanter, fyldespanter. I jernskibe er spanter sammenbyggede af plader og vinkler og består af bundstok, der er en plade, der går fra kiming til kiming, og hvortil spantevinklen nittes; på modsat side af denne nittes kontravinklen, og oven over bundstokken nittes spanter og kontravinkel sammen. I større jernskibe haves ogsaa langskibs s., de saakaldte stringere, til at give langskibsstyrke.
Spantebukke er bukke, der benyttes til at rejse spanter på beddingen, hvor skibet bygges. Spanteloft er et stort loftsgulv, hvorpå samtlige spanter til et skib opridses i fuld størrelse. Spanterids er en tegning, der viser formen af alle skibets spanter.